# Serge Magnien
Pour les articles homonymes, voir Magnien (homonymie).
Serge Magnien, né le 19 décembre 1929 à Paris et mort le 25 juin 2012 dans cette même ville, est un architecte et homme politique français. 
Étudiant, il est le premier secrétaire national de l'Union des étudiants communistes de France (UEC) quand elle est recréée en 1956, à la suite d'une décision du XIVe congrès du Parti communiste français. 

## Biographie

### Né "rouge"
Fils du journaliste communiste à L'Humanité, Marius Magnien, Serge Magnien reçoit le communisme comme "on tète le lait de sa mère". Sa mère est d'origine russe et l'enfant vit trois fois en URSS. Le père est clandestin dès 1939, pourchassé par la police française au service des nazis, la famille vit la guerre dans la précarité et l'insécurité. Après des études secondaires, Serge Magnien entre à l'École des Beaux-arts pour des études d'architecte. Il milite activement à l'Union de la Jeunesse Républicaine de France, nom de la Jeunesse communiste, dès sa création en 1945 et adhère au Parti communiste français en 1949.

### Aux étudiants communistes
Les étudiants communistes parisiens, sans avoir une structure nationale, militent dans des cellules du Parti mais publient une revue destinée aux étudiants, Clarté. Selon son témoignage Serge Magnien devient vers 1953-1954, rédacteur en chef de Clarté. Tout naturellement, mais comme toute réorganisation, non sans débat, il participe en 1956 à la création de l'Union des étudiants communistes de France (UEC), dont il est nommé secrétaire national lors de la réunion constitutive  en octobre 1956. Il est à cette responsabilité jusqu'à son appel aux armées.

### Le refus de combattre en Algérie
Il est incorporé dans l'armée en janvier 1957. Le 11 février 1958, il est à l'initiative d'une pétition, adressée au Président de la République René Coty, pour un cessez-le-feu et l'ouverture de négociations en Algérie : il recueille la signature de 177 soldats de son unité. Arrêté pour cette action, et condamné à deux mois de prison militaire, il est envoyé d'office dans une unité opérationnelle en Algérie. Il adresse alors, à titre personnel, une seconde lettre au Président de la République, ce qui lui vaut d'être à nouveau arrêté et condamné, par le tribunal militaire d'Alger, à deux ans de prison.
Il se marie à Brigitte Dresch  durant sa peine, à la mairie de Fresnes, le 3 mai 1959. À sa sortie de prison en mai 1960, il termine ses études d'architecture et poursuit son engagement militant au sein de Parti communiste français.